# Tass Times in Tonetown
Tass Times in Tonetown è un videogioco d'avventura pubblicato nel 1986 da Activision per numerose piattaforme.

## Trama
Un anziano signore inventa una macchina per rendere concreti i sogni e viene rapito da una strana creatura chiamata Franklin Snarl. Il protagonista dovrà salvare il proprio avo risucchiato nella città fittizia di Tonetown.

## Modalità di gioco
Tass Times in Tonetown è un'avventura testuale dotata di un'interfaccia grafica in cui sono presenti alcune azioni tipiche dei punta e clicca, rappresentate tramite disegni e selezionabili con l'ausilio di un mouse.